# Ла-Сель-су-Монмирай
Ла-Сель-су-Монмира́й (фр. La Celle-sous-Montmirail) — коммуна во Франции, находится в регионе Пикардия. Департамент коммуны — Эна. Входит в состав кантона Эссом-сюр-Марн. Округ коммуны — Шато-Тьерри.
Код INSEE коммуны 02147.

## Население
Население коммуны на 2010 год составляло 114 человек.
| 1962 | 1968 | 1975 | 1982 | 1990 | 1999 | 2010 |
| ---- | ---- | ---- | ---- | ---- | ---- | ---- |
| 98   | 79   | 92   | 63   | 82   | 81   | 114  |

## Экономика
В 2010 году среди 72 человек трудоспособного возраста (15-64 лет) 47 были экономически активными, 25 — неактивными (показатель активности — 65,3 %, в 1999 году было 75,0 %). Из 47 активных жителей работали 43 человека (26 мужчин и 17 женщин), безработных было 4 (1 мужчина и 3 женщины). Среди 25 неактивных 9 человек были учениками или студентами, 8 — пенсионерами, 8 были неактивными по другим причинам.